# Iotaphora iridicolor
Iotaphora iridicolor är en fjärilsart som beskrevs av Butler 1880. Iotaphora iridicolor ingår i släktet Iotaphora och familjen mätare. Inga underarter finns listade i Catalogue of Life.